# Kika van Es
Kika van Es, född den 11 oktober 1991 i Oirschot, är en nederländsk fotbollsspelare (försvarare) som sedan juli 2017 spelar för FC Twente. Hon har tidigare spelat för bland annat PSV Eindhoven och Achilles '29.
Van Es var en del av den nederländska trupp som spelade EM på hemmaplan år 2017. Laget vann mästerskapet och Kika van Es spelade samtliga sex matcher för Nederländerna.